# Lijst van executive orders ten tijde van het tweede presidentschap van Donald Trump
Hieronder volgt een lijst van executive orders die Donald Trump uitvaardigde tijdens zijn tweede presidentschap (vanaf 20 januari 2025). (Eerder was hij van 20 januari 2017 tot en met 20 januari 2021 de 45e president.) Trump vaardigde op zijn eerste dag de meeste executive orders ooit op de eerste werkdag van een president uitgevaardigd uit. Daarnaast trok Trump direct op zijn eerste dag 41% van de decreten van zijn voorganger, Joe Biden, in. Sommige van zijn orders werden bekritiseerd; ze zouden niet te verenigen zijn met de Amerikaanse grondwet.
| Engelse titel/omschrijving | Nederlandse titel/omschrijving | Datum van handtekening | Omschrijving van de inhoud | Volledige tekst | Bijzonderheden |
| --- | --- | ---------------------- | --- | --------------- | --- |
| Ending the Weaponization of the Federal Government | Het gebruik van de federale overheid als wapen beëindigen | 20 januari 2025        | Trump beschrijft wat hij als misbruik tijdens het vorige presidentschap ziet en vraagt hoofden van de overheidsdepartementen dit verder te onderzoeken | [ 6 ]           | |
| Initial Rescissions of Harmful Executive Orders and Actions | Terugdraaien van eerdere problematische Executive Orders en Actions | 20 januari 2025        | Trump draait een aantal van Joe Bidens executive orders terug op gebied van onder meer positieve discriminatie, klimaatverandering en immigratie | [ 2 ]           | Trekt 41% van de executive orders van Biden in.                                                                                    |
| Restoring Freedom of Speech and Ending Federal Censorship | Herstellen van de vrijheid van meningsuiting en het beëindigen van federale censuur | 20 januari 2025        | Trump zet zich met de order af tegen Bidens regering die onder de noemer disinformatie veel zou hebben gecensureerd. Hij wijst dit af en geeft aan de vrijheid van meningsuiting te steunen | [ 7 ]           | |
| America First Policy Directive To The Secretary Of State | America First beleid voor de minister van buitenlandse zaken | 20 januari 2025        | Trump geeft aan dat Amerikaanse bevooroordeling voor buitenlandse aangelegenheden immer uitgangspunt dient te zijn | [ 8 ]           | |
| Ending Radical And Wasteful Government DEI (Diversity, equity, and inclusion) Programs And Preferencing                                                              | Beëindigen van radicale en verkwistende overheids-DEI-programma's (Diversiteit, Gelijkwaardigheid en Inclusie)                                                                            | 20 januari 2025        | Trump zet zich met het order af tegen de DEI-programma's van de regering-Biden. Deze programma's, die onder andere positieve discriminatie voorstonden, worden afgeschaft | [ 9 ]           | |
| Holding Former Government Officials Accountable For Election Interference And Improper Disclosure Of Sensitive Governmental Information                              | Vroegere overheidsdienaren verantwoordelijk stellen voor tussenkomst in de verkiezingen en het onterecht delen van vertrouwelijke overheidsinformatie                                     | 20 januari 2025        | Trump noemt een aantal incidenten waarbij vertrouwelijke informatie zou zijn gelekt. Hij trekt meer dan 50 veiligheidsscreeningen in en neemt daarmee deze mensen hun security clearance af. Ook herbevestigt hij dat de overheid zich buiten beïnvloeding van de verkiezingen dient te houden | [ 10 ]          | |
| Unleashing Alaska's Extraordinary Resource Potential | Alaska's buitengewone potentiële grondstoffen aanboren | 20 januari 2025        | Trump wenst grondstoffen uit Alaska te benutten zoals hout, mineralen en meer specifiek energie, zoals gas | [ 11 ]          | |
| Unleashing American Energy | Amerikaanse energie aanboren | 20 januari 2025        | Trump probeert met deze order wederom een reeks executive orders van Biden terug te draaien op het gebied van klimaatbehoud. De order probeert het verkrijgen van Amerikaanse energiebronnen (inclusief fossiele brandstoffen) te bewerkstelligen | [ 12 ]          | |
| Withdrawing the United States from the World Health Organization | De Verenigde Staten terugtrekken uit het de Wereldgezondheidsorganisatie | 20 januari 2025        | Trump trekt Amerika terug uit de WHO, door wat hij omschrijft als het 'foutief handelen op het gebied van de COVID-19-pandemie'. | [ 13 ]          | |
| Declaring a National Energy Emergency | Een nationale energiecrisis uitroepen | 20 januari 2025        | Trump roept een nationale energiecrisis uit die hij denkt op te lossen met niet-hernieuwbare brandstoffen die in Amerika te vinden zijn | [ 14 ]          | |
| Designating Cartels And Other Organizations As Foreign Terrorist Organizations And Specially Designated Global Terrorists                                            | Kartels en andere organisaties tot buitenlandse terroristische organisaties bestempelen en meer specifiek wereldwijde terroristen                                                         | 20 januari 2025        | Trump verzoekt advies aan de minister van Buitenlandse Zaken wat aan te merken als kartel en terroristische organisatie | [ 15 ]          | |
| Establishing And Implementing The President's "Department of Government Efficiency" (DOGE)                                                                           | Een door de president geleid 'Departement van overheidsefficiëntie' starten | 20 januari 2025        | Trump maakt een nieuw overheidsonderdeel dat moet bezuinigen op overheidsuitgaven en geleid zal worden door Elon Musk | [ 16 ]          | De order wordt in rechtszaken betwist; deze zou niet voldoen aan de eisen van de wet                                               |
| Protecting The American People Against Invasion | Het Amerikaanse volk tegen invasie beschermen | 20 januari 2025        | Trump poogt met deze order een strikter immigratiebeleid in gang te zetten en 'invasie' van immigranten te stoppen | [ 17 ]          | |
| Protecting the Meaning and Value of American Citizenship | De waarde en betekenis van Amerikaans burgerschap beschermen | 20 januari 2025        | Trump geeft aan in deze order dat hij zal stoppen met Birthright Citizenship (waarbij eenieder op Amerikaanse grond geboren een Amerikaan is en de status van zijn/haar ouders niet uitmaakt) | [ 18 ]          | Op donderdag 23 januari verklaarde een rechter deze executive order tegen de grondwet en blokkeerde de doorgang hiervan            |
| Putting America First In International Environmental Agreements | Het belang van Amerika behartigen in internationale klimaatdoelen | 20 januari 2025        | Trump trekt Amerika terug uit een reeks internationale klimaatdoelen, waaronder het Akkoord van Parijs | [ 19 ]          | |
| Application of Protecting Americans from Foreign Adversary Controlled Applications Act to TikTok                                                                     | Toepassen van de Protecting Americans from Foreign Adversary Controlled Aplications Act tegen TikTok                                                                                      | 20 januari 2025        | Trump besluit TikTok nog niet te sluiten voor de Amerikaanse markt voor de komende 75 dagen, ondanks een besluit van de rechter op dit gebied, omdat hij dit nog verder wil onderzoeken | [ 20 ]          | |
| Restoring Accountability to Policy-Influencing Positions Within the United States Federal Workforce                                                                  | Verantwoordelijkheden terugleggen bij posities die beleid bepalen binnen de Amerikaanse federale personeelsbestand                                                                        | 20 januari 2025        | Personeel van de federale overheid was beschermd tegen politieke willekeur. Deze order geeft mogelijkheid tot employment at will, waarbij eenieder zonder reden kan worden ontslagen | [ 21 ]          | De order wordt in rechtszaken betwist; deze zou niet voldoen aan de eisen van de wet                                               |
| Clarifying The Military's Role In Protecting The Territorial Integrity Of The United States                                                                          | De rol van het leger in het beschermen van de territoriale integriteit van Amerika verduidelijken                                                                                         | 20 januari 2025        | Het leger dient de zuidelijke grens van Amerika (die met Mexico) te beschermen om immigratie te voorkomen | [ 22 ]          | |
| Realigning the United States Refugee Admissions Program | Het beleid op het gebied van het toelaten van vluchtelingen op één lijn brengen | 20 januari 2025        | Trump herziet de immigratiewetgeving met deze order en maakt deze stricter | [ 23 ]          | |
| Securing Our Borders | Onze grenzen beveiligen | 20 januari 2025        | Trump sluit de grenzen tegen immigratie en geeft hier wederom toestemming voor het bouwen van een muur | [ 24 ]          | |
| Restoring The Death Penalty And Protecting Public Safety | De doodstraf terug doen keren en de publieke veiligheid beschermen | 20 januari 2025        | Trump geeft aan dat de doodstraf een gedegen middel is om afschrikwekkend te werken en raadt aan deze specifiek in te zetten tegen mensen die illegaal in het land zijn en moord plegen | [ 25 ]          | |
| Reevaluating And Realigning United States Foreign Aid | Herziening en op één lijn brengen van buitenlandse steun van de Verenigde Staten | 20 januari 2025        | Trump besluit 90 dagen lang alle buitenlandse en ontwikkelingshulp stop te zetten om te kijken of ze wel in het belang zijn van Amerika | [ 26 ]          | |
| Protecting The United States From Foreign Terrorists And Other National Security And Public Safety Threats                                                           | De Verenigde Staten beschermen tegen buitenlandse terroristen en andere nationale gevaren en publieke gevaren op het gebied van veiligheid                                                | 20 januari 2025        | Amerikaanse immigratie en visa wordt onder de loep genomen en dient strikter te worden. Ook moeten immigranten assimileren | [ 27 ]          | |
| Defending Women from Gender Ideology Extremism and Restoring Biological Truth to the Federal Government                                                              | Vrouwen beschermen tegen extremisme van genderideologie en de biologische waarheid doen terugkeren in de federale overheid                                                                | 20 januari 2025        | Trump probeert met deze order de transgender vrouwen in Amerika te weren uit wat hij omschrijft als 'intieme één sekse plekken'. Hij poogt een onderscheid aan te brengen tussen man/vrouw en geeft aan dat er geen andere genders bestaan. Het hele principe van gender wijst hij af | [ 28 ]          | |
| Reforming The Federal Hiring Process And Restoring Merit To Government Service                                                                                       | Herstellen van federaal aanname proces en herstellen van verdienste van overheidsdienst                                                                                                   | 20 januari 2025        | Trump poogt hiermee de selectie en werving van overheidspersoneel in de hand te houden en selectiecriteria op te leggen die zo ver mogelijk van woke staan | [ 29 ]          | |
| Restoring Names That Honor American Greatness | Namen herstellen die Amerikaanse grootsheid eren | 20 januari 2025        | Trump herschrijft met deze order een reeks Amerikaanse namen die volgens hem de grootsheid van Amerika reflecteren. Zo verandert hij de naam van de Golf van Mexico in de 'Golf van Amerika' | [ 30 ]          | |
| Ending Illegal Discrimination And Restoring Merit-Based Opportunity                                                                                                  | Beëindigen van illegale discriminatie en een terugkeer naar meritocratie | 21 januari 2025        | Trump draait met deze order de DEI-programma's (Diversiteit, Gelijkwaardigheid en Inclusie) terug en probeert zo positieve discriminatie te bestrijden | [ 31 ]          | |
| Designation Of Ansar Allah as a Foreign Terrorist Organization | Ansar Allah aanmerken als een buitenlandse terroristische organisatie | 22 januari 2025        | Trump merkt - na Order Designating Cartels And Other Organizations As Foreign Terrorist Organizations And Specially Designated Global Terrorists - de eerste organisatie aan als terroristische, namelijk Houthi's | [ 32 ]          | |
| Strengthening American Leadership in Digital Financial Technology | Versterken van Amerikaans leiderschap in digitale financiële technologie | 23 januari 2025        | Trump stelt een raamwerk van regelgeving op het gebied van cryptogeld, blockchain en andere digitale financiële middelen voor | [ 33 ]          | |
| Declassification of Records Concerning the Assassinations of President John F. Kennedy, Senator Robert F. Kennedy, and the Reverend Dr. Martin Luther King, Jr.      | Declassificatie van stukken over de moorden op president John F. Kennedy, senator Robert F. Kennedy en de dominee dr. Martin Luther King, Jr                                              | 23 januari 2025        | Alle stukken over JFK, Robert Kennedy en Martin Luther King dienen openbaar gemaakt te worden binnen 15 (JFK) of 45 dagen (Martin Luther King en Robert Kennedy) | [ 34 ]          | |
| President's Council of Advisors on Science and Technology (PCAST) | De adviesraad van de president op het gebied van wetenschap en technologie | 23 januari 2025        | De president houdt PCAST aan en geeft aan dat dit nodig is omdat politieke agenda's de wetenschap verstoren | [ 35 ]          | |
| Removing Barriers to American Leadership in Artificial Intelligence                                                                                                  | Verwijderen van beperkingen in het Amerikaanse leiderschap met betrekking tot kunstmatige intelligentie                                                                                   | 23 januari 2025        | Trump trekt een aantal orders van Biden in die hij ervaart als belemmeringen op gebied van kunstmatige intelligentie en geeft aan dat politieke vooroordelen of sociale agenda's niet in AI horen | [ 36 ]          | |
| Council to Assess the Federal Emergency Management Agency | Adviesraad om de het federale noodsituatie management bureau (FEMA) te onderzoeken | 24 januari 2025        | Trump stelt hiermee het Federal Emergency Management Agency Review Council in, dat de Federal Emergency Management Agency (FEMA) zal onderzoeken. Dit is volgens Trump nodig, omdat er politieke vooroordelen zijn binnen het bureau | [ 37 ]          | |
| Emergency Measures to Provide Water Resources in California and Improve Disaster Response in Certain Areas                                                           | Noodmaatregelen om Californië van waterbronnen te voorzien en de reacties op de ramp in bepaalde gebieden te verbeteren                                                                   | 24 januari 2025        | Trump probeert met deze order een middel te geven om de branden in Californië te bestrijden | [ 38 ]          | |
| Enforcing the Hyde Amendment | Het Hyde Amendement uitvoeren | 24 januari 2025        | Trump weigert door deze order federaal geld te gebruiken voor abortuszorg. Ook trekt hij twee amendementen in die poogden deze zorg bereikbaarder te maken na het terugtrekken van Roe v. Wade | [ 39 ]          | |
| The Iron Dome for America | Het Iron Dome voor Amerika | 27 januari 2025        | Trump stelt met deze order een antiluchtaanvallenschild voor Amerika te realiseren | [ 40 ]          | |
| Prioritizing Military Excellence and Readiness | Militaire excellentie en gereedheid prioriteren | 27 januari 2025        | Deze order poogt alle accommodaties (bijvoorbeeld het gebruik van de juiste badkamers en voornaamwoorden) voor transgender krijgsmachtleden uit te bannen | [ 41 ]          | |
| Restoring America's Fighting Force | Amerikaanse strijdkracht herstellen | 27 januari 2025        | Deze order poogt alle DEI-programma's (Diversiteit, Gelijkwaardigheid en Inclusie) en daarmee positieve discriminatie binnen de krijgsmacht te beëindigen | [ 42 ]          | |
| Reinstating Service Members Discharged Under the Military's COVID-19 Vaccination Mandate                                                                             | Amerikaans krijgsmachtpersoneel dat ontslagen is door het mandaat voor COVID-19-vaccinatie weer aanstellen                                                                                | 27 januari 2025        | Eenieder die door zijn of haar weigering het COVID-19-vaccin te nemen ontslagen werd uit de krijgsmacht wordt weer op zijn of haar rang aangesteld. Ook krijgen deze mensen uitbetaald voor de tussenliggende periode. | [ 43 ]          | |
| Protecting Children from Chemical and Surgical Mutilation | Kinderen beschermen tegen chemische en chirurgische mutilatie | 28 januari 2025        | Trump beoogt in deze order de zorg voor transgender jongeren onder de 19 te stoppen. Hij probeert alle verzekeringsvergoedingen voor medisch ingrijpen - wat hij hier vat onder de term 'chemische en chirurgische mutilatie' - stop te zetten | [ 44 ]          | |
| Expanding Educational Freedom and Opportunity for Families | Educatieve vrijheid en kansen voor families uitbreiden | 29 januari 2025        | Trump vraagt aan de minister van onderwijs binnen 90 dagen een plan aan te bieden waarin beschreven staat hoe ouders meer zeggenschap over de educatie van hun kinderen kunnen krijgen | [ 45 ]          | |
| Ending Radical Indoctrination in K-12 Schooling | De radicale indoctrinatie in het onderwijs van 4 tot 18 jaar beëindigen | 29 januari 2025        | Trump probeert wat hij omschrijft als 'indoctrinatie' met deze order scholen uit te krijgen. Hierbij probeert hij het erkennen van historische onderdrukking, genderverschillen en ideeën over sociaal privilege op gebied van gender en sekse uit te bannen. Hij wil de grootsheid van Amerika promoten. Ook verbiedt hij impliciet het bij de juiste naam en het gewenste voornaamwoord noemen van leerlingen die een sociale transitie doorgaan, door scholen hier financieel voor te bestraffen | [ 46 ]          | |
| Celebrating America's 250th Birthday | Het 250-jarig bestaan van Amerika vieren | 29 januari 2025        | Trump richt een taskforce op om voorbereidingen te treffen voor het 250-jarig bestaan van Amerika. Hij wil een beeldentuin maken met 250 Amerikaanse helden en herstelt een oude executive order van hemzelf die dergelijke beelden beschermt. | [ 47 ]          | |
| Additional Measures to Combat Anti-Semitism | Extra maatregelen om antisemitisme te bestrijden | 29 januari 2025        | Dit order beoogt het bestrijden van antisemitisme op universiteitscampussen. Trump vraagt de hoofden van de verschillende ministeries binnen twee maanden hiertoe plannen aan te dragen | [ 48 ]          | |
| Unleashing Prosperity Through Deregulation | Voorspoed de vrije hand geven door deregulatie | 31 januari 2025        | Trump poogt deregulatie aan te moedigen door aan te geven dat voor elke nieuwe regel binnen een overheidsdienst er tien geschrapt dienen te worden. Dit zou besparingen moeten opleveren | [ 49 ]          | |
| Imposing Duties to Address the Situation at Our Southern Border | Invoerkosten opleggen om de situatie aan onze zuidelijke grens aan te pakken | 1 februari 2025        | Mexico zou een belangrijk instroompunt van immigranten en illegale drugs zijn. Om dit te bestraffen stelt Trump invoerheffingen van 25% voor op spullen uit Mexico. Mocht Mexico met eigen invoerheffingen reageren, dan kan er een handelsoorlog ontstaan; de order houdt rekening met een verhoging als reactie daarop. | [ 50 ]          | |
| Imposing Duties to Address the Synthetic Opioid Supply Chain in the People's Republic of China                                                                       | Invoerkosten opleggen om de situatie rondom de aanvoerroute van synthetische opioïden in Volksrepubliek China aan te pakken                                                               | 1 februari 2025        | China zou een belangrijk instroompunt synthetische opioïden zoals fentanyl. Om dit te bestraffen stelt Trump invoerheffingen van 10% voor op spullen uit China. Mocht China met eigen invoerheffingen reageren, dan kan er een handelsoorlog ontstaan; de order houdt rekening met een verhoging als reactie daarop. | [ 51 ]          | |
| Imposing Duties to Address the Flow of Illicit Drugs Across Our Northern Border                                                                                      | Invoerkosten opleggen om de situatie rondom de invoer van verboden drugs via onze noordelijke grens aan te pakken                                                                         | 1 februari 2025        | Canada zou een te weinig gedaan hebben in bestrijden van instroom van drug naar Amerika. Om dit te bestraffen stelt Trump invoerheffingen van 25% voor op spullen uit Canada. Mocht Canada met eigen invoerheffingen reageren, dan kan er een handelsoorlog ontstaan; de order houdt rekening met een verhoging als reactie daarop. | [ 52 ]          | |
| Progress on the Situation at Our Southern Border | Voortgang van de situatie aan onze zuidelijke grens | 3 februari 2025        | Mexico zou voldoende stappen hebben ondernomen tegen de instroom van immigranten en drugs en daarom wordt de invoering van de heffingen tot begin maart uitgesteld | [ 53 ]          | |
| A Plan for Establishing a United States Sovereign Wealth Fund | En plan voor het stichten van een soeverein geldfonds voor de Verenigde Staten | 3 februari 2025        | Trump laat een voorstel schrijven om een geldfonds aan te laten leggen | [ 54 ]          | |
| Progress on the Situation at Our Northern Border | Voortgang van de situatie aan onze noordelijke grens | 3 februari 2025        | Canada zou voldoende stappen hebben ondernomen tegen de instroom van immigranten en drugs en daarom wordt de invoering van de heffingen tot begin maart uitgesteld | [ 55 ]          | |
| Imposing Maximum Pressure on the Government of the Islamic Republic of Iran, Denying Iran All Paths to a Nuclear Weapon, and Countering Iran's Malign Influence      | Maximale druk op de regering van Islamitische Republiek Iran leggen, Iran alle paden tot een nucleair wapen ontzeggen, en Irans negatieve invloed bestrijden                              | 4 februari 2025        | Trump besluit Iran, dat hij associeert met Hamas en de Houthi's, tegen wie hij eerder al een presidentieel decreet uitvaardigde, te bestrijden en tegen te werken | [ 56 ]          | |
| Withdrawing the United States from and Ending Funding to Certain United Nations Organizations and Reviewing United States Support to All International Organizations | De Verenigde Staten terugtrekken uit en het beëindigen van bepaalde organisaties binnen de Verenigde Naties en het nakijken van Amerikaanse steun aan alle in internationale organisaties | 4 februari 2025        | Trump trekt Amerika terug uit de Mensenrechtenraad van de Verenigde Naties, kijkt kritisch of hij nog wel lid wil blijven van UNESCO, dat hij van antisemitisme beschuldigt (overigens zonder enig bewijs) en zet alle hulp stop aan Organisatie van de Verenigde Naties voor hulpverlening aan Palestijnse vluchtelingen in het Nabije Oosten, die hij beschuldigt van hulp aan Hamas (ook hierbij ontbreekt elk bewijs)                                                                           | [ 57 ]          | |
| Keeping Men Out of Women's Sports | Mannen uit vrouwensport weghouden | 5 februari 2025        | Trump besluit met dit decreet trans vrouwen uit vrouwensporten te bannen, een besluit dat aansluit op eerdere anti-trans executive orders | [ 58 ]          | |
| Eradicating Anti-Christian Bias | Anti-christelijk sentiment tegengaan | 6 februari 2025        | De regering-Biden zou een aantal stappen ondernomen hebben om te discrimineren tegen christenen. Zo zouden ze christenen die niet voldeden aan bepaalde opvattingen over seksuele geaardheid en genderidentiteit uit de pleegzorg hebben willen weren. Trump besluit dit overheidssentiment te keren | [ 59 ]          | |
| Imposing Sanctions on the International Criminal Court | Sancties opleggen aan het Internationaal Strafhof | 6 februari 2025        | Trump besluit sancties op te leggen aan het Internationaal Strafhof in Den Haag dat volgens hem Amerika, Israël en diens premier Benjamin Netanyahu onheus bejegend hebben. De Amerikaanse bezittingen van mensen betrokken bij het Strafhof zouden bevroren worden en hen zou een reisverbod opgelegd worden. | [ 60 ]          | |
| Protecting Second Amendment Rights | De rechten uit het tweede amendement beschermen | 7 februari 2025        | Trump wil een herstel van het recht wapens te dragen en wenst dit recht te versterken | [ 61 ]          | |
| Establishment of The White House Faith Office | Een geloofsbureau in het Witte Huis oprichten | 7 februari 2025        | Trump wil een geloofsbureau oprichten dat er voor moet zorgen dat religieuze instanties ondersteund worden vanuit het Witte Huis. Het beleid is waarschijnlijk een voortzetting van Eradicating Anti-Christian Bias dat een dag eerder uitgezet werd | [ 62 ]          | |
| Addressing Egregious Actions of The Republic of South Africa | De verschrikkelijke acties van de Republiek Zuid-Afrika bespreken | 7 februari 2025        | Trump kiest ervoor sancties op te leggen zolang de Expropriation Act, een wet die de Zuid-Afrikaanse overheid machtigt land af te nemen van Afrikaners, van kracht is | [ 63 ]          | |
| Ending Procurement and Forced Use of Paper Straws | Het beëindigen van het kopen en gedwongen gebruik van papieren rietjes | 10 februari 2025       | Trump besluit de voorkeur voor papieren rietjes als vervanging van plastic rietjes van zijn voorganger te beëindigen en gebruik van papieren rietjes in overheidsinstanties per direct te stoppen | [ 64 ]          | Één presidentieel decreet van Joe Biden ingetrokken                                                                                |
| Eliminating the Federal Executive Institute | Het elimineren van het Federal Executive Institute | 10 februari 2025       | Trump besluit het Federal Executive Institute af te schaffen. Het Instituut is een programma om leidinggevenden binnen de federale overheid te trainen | [ 65 ]          | Één presidentieel decreet van Lyndon B. Johnson ingetrokken                                                                        |
| Pausing Foreign Corrupt Practices Act Enforcement to Further American Economic and National Security                                                                 | Het pauzeren van het uitvoeren van de Foreign Corrupt Practices Act zodat Amerikaanse economische en nationale veiligheid gewaarborgd worden                                              | 10 februari 2025       | De Foreign Corrupt Practices Act is een wet die het omkopen van buitenlandse hoogwaardigheids-bekleders beperkt en bestraft. Trump zet per direct het opvolgen van de wet stil en laat uitzoeken of de wet niet te verreikend is | [ 66 ]          | |
| Implementing The President's 'Department of Government Efficiency' Workforce Optimization Initiative                                                                 | Het invoeren van het initiatief voor personeelsoptimalisatie vanuit het presidentieel Department of Goverment Efficiency (DOGE)                                                           | 11 februari 2025       | Deze regel sluit aan op het eerdere Establishing And Implementing The President's "Department Of Government Efficiency" (DOGE) en geeft DOGE een opdracht om de overheidsmedewerkers onder de loep te nemen. | [ 67 ]          | |
| One Voice for America’s Foreign Relations | Één stem voor Amerikaanse buitenlandse relaties | 12 februari 2025       | Dit decreet probeert de president meer grip te laten krijgen op buitenlandse vertegenwoordigers van Amerika en stelt mogelijke sancties vast wanneer zij de verlangens van de president niet volgen | [ 68 ]          | |
| Establishing the President’s Make America Healthy Again Commission                                                                                                   | Een presidentiele Make America Healthy Again comissie starten | 13 februari 2025       | Trump stelt een commissie in die gezondheid van Amerikanen en hun kinderen moet bevorderen. Een aantal leiders van verschillende departementen dienen er zitting in te nemen | [ 69 ]          | |
| Establishing the National Energy Dominance Council | Een National Energy Dominance Council instellen | 14 februari 2025       | Tump stelt een raad in die hem moet adviseren over het opdraaien van de productie van Amerikaanse energie die ervoor moet zorgen dat Amerika op energie gebied dominant wordt | [ 70 ]          | |
| Keeping Education Accessible and Ending Covid-19 Vaccine Mandates in Schools                                                                                         | Educatie toegankelijk houden en de verplichting van COVID-19 inenting beëindigen | 15 februari 2025       | Trump legt scholen op dat zij kinderen die niet gevaccineerd zijn tegen corona moeten toelaten. Hij verzamelt vast informatie om subsidies stop te zetten als scholen hier niet aan voldoen | [ 71 ]          | |
| Ensuring Accountability for All Agencies | Verantwoordelijkheid van alle overheidsbureaus verzekeren | 18 februari 2025       | | [ 72 ]          | |
| Expanding Access to In Vitro Fertilization | Toegang tot in-vitrofertilisatie vergroten | 18 februari 2025       | | [ 73 ]          | |
| Commencing the Reduction of the Federal Bureaucracy | Starten met de verkleining van de federale bureaucratie | 19 februari 2025       | | [ 74 ]          | |
| Ending Taxpayer Subsidization of Open Borders | Beëindigen van de subsidiëring van open grenzen met belastinggeld | 19 februari 2025       | | [ 75 ]          | |
| Ensuring Lawful Governance and Implementing the President's "Department of Government Efficiency" Regulatory Initiative                                              | Wettelijk bestuur verzekeren en het invoeren van het presidentieel Department of Government Efficiency bestuursinitatief                                                                  | 19 februari 2025       | | [ 76 ]          | |
| Addressing the Threat to National Security from Imports of Copper | Het gevaar voor de nationale veiligheid door importeren van koper bestrijden | 25 februari 2025       | | [ 77 ]          | |
| Making America Healthy Again by Empowering Patients with Clear, Accurate, and Actionable Healthcare Pricing Information                                              | Amerika weer gezond maken door patiënten in hun kracht te zetten met heldere, accurate en actiegerichte informatie over gezondheidszorgkosten                                             | 25 februari 2025       | | [ 78 ]          | |
| Implementing the President's "Department of Government Efficiency" Cost Efficiency Initiative                                                                        | Invoeren van het presidentieel Department of Government Efficiency kostenefficiëntie initiatief                                                                                           | 26 februari 2025       | | [ 79 ]          | |
| Addressing the Threat to National Security from Imports of Timber, Lumber                                                                                            | Betreffende het gevaar voor de nationale veiligheid door het importeren van hout | 1 maart 2025           | | [ 80 ]          | |
| Designating English as the Official Language of the United States | Engels als officiële taal van de Verenigde Staten aanwijzen | 1 maart 2025           | | [ 81 ]          | |
| Immediate Expansion of American Timber Production | Directe uitbreiding van de Amerikaanse houtproductie | 1 maart 2025           | | [ 82 ]          | |
| Amendment to Duties to Address the Flow of Illicit Drugs across Our Northern Border                                                                                  | Aanpassing aan de douane om de invoer van illegale drugs over onze noordelijke grens tegen te gaan                                                                                        | 2 maart 2025           | | [ 83 ]          | |
| Amendment to Duties to Address the Situation at Our Southern Border                                                                                                  | Aanpassing aan de douane om de situatie aan onze zuidelijke grens aan te pakken | 2 maart 2025           | | [ 84 ]          | |
| Further Amendment to Duties Addressing the Synthetic Opioid Supply Chain in the People's Republic of China                                                           | Verdere aanpassing aan de douane om de synthetische opioïde aanvoerketen in China aan te pakken                                                                                           | 3 maart 2025           | | [ 85 ]          | |
| Honoring Jocelyn Nungaray | Jocelyn Nungaray eren | 4 maart 2025           | | [ 86 ]          | |
| Addressing Risks from Perkins Coie LLP | Gevaren van Perkins Coie LLP tegen gaan | 6 maart 2025           | | [ 87 ]          | Deels door een rechtbank |
| Amendment to Duties to Address the Flow of Illicit Drugs Across Our Northern Border                                                                                  | Aanpassing aan de douane om de invoer van illegale drugs over onze noordelijke grens tegen te gaan                                                                                        | 6 maart 2025           | | [ 89 ]          | |
| Amendment to Duties to Address the Flow of Illicit Drugs Across Our Southern Border                                                                                  | Aanpassing aan de douane om de invoer van illegale drugs over onze zuidelijke grens tegen te gaan                                                                                         | 6 maart 2025           | | [ 90 ]          | |
| Establishment of the Strategic Bitcoin Reserve and United States Digital Asset Stockpile                                                                             | Invoering van een strategische Bitcoin reserve en Verenigde Staten digitale goederenvoorraad                                                                                              | 6 maart 2025           | | [ 91 ]          | |
| Establishing The White House Task Force on the FIFA World Cup 2026                                                                                                   | Een Witte Huis Task Force instellen voor het Wereldkampioenschap voetbal 2026 | 7 maart 2025           | | [ 92 ]          | |
| Restoring Public Service Loan Forgiveness | Herstellen van kwijtschelden van leningen voor publieke diensten | 7 maart 2025           | | [ 93 ]          | |
| Additional Rescissions of Harmful Executive Orders and Actions | Verdere terugtrekking van Executive Orders en Actions die schade berokkenen | 14 maart 2025          | | [ 94 ]          | |
| Addressing Risks from Paul Weiss | Betreffende risico's rondom Paul Weiss | 14 maart 2025          | | [ 95 ]          | Ingetrokken in latere Executive Order Addressing Remedial Action by Paul Weiss na belofte van 40 miljoen dollar aan rechtsbijstand |
| Continuing the Reduction of the Federal Bureaucracy | Voortzetting van de reductie van de federale bureaucratie | 14 maart 2025          | | [ 97 ]          | Deels door de rechtbank geblokkeerd                                                                                                |
| Achieving Efficiency Through State and Local Preparedness | Efficiëntie door statelijke en lokale paraatheid behalen | 18 maart 2025          | | [ 99 ]          | |
| Eliminating Waste and Saving Taxpayer Dollars by Consolidating Procurement                                                                                           | Verspilling reduceren en belastinggeld besparen door het consolideren van de inkoop | 20 maart 2025          | | [ 100 ]         | |
| Immediate Measures to Increase American Mineral Production | Directe maatregelen om de Amerikaanse delfstoffenproductie te verhogen | 20 maart 2025          | | [ 101 ]         | |
| Improving Education Outcomes by Empowering Parents, States, and Communities                                                                                          | Educatieve uitkomsten verbeteren door ouders, staten en gemeenschappen in hun kracht te zetten                                                                                            | 20 maart 2025          | | [ 102 ]         | |
| Stopping Waste, Fraud, and Abuse by Eliminating Information Silos | Stop met verspilling, fraude en misbruik door het elimineren van informatie silo's | 20 maart 2025          | | [ 103 ]         | |
| Addressing Remedial Action by Paul Weiss | Betreffende remediërende acties door Paul Weiss | 21 maart 2025          | | [ 104 ]         | |
| Imposing Tariffs on Countries Importing Venezuelan Oil | Tarieven opleggen aan landen die Venezuelaanse olie importeren | 24 maart 2025          | | [ 105 ]         | |
| Addressing Risks from Jenner & Block | Betreffende de risico's van Jenner en Block | 25 maart 2025          | | [ 106 ]         | Tegengehouden in de rechtbank |
| Modernizing Payments To and From America's Bank Account | Moderniseren van betalingen van en naar de bankrekening van Amerika | 25 maart 2025          | | [ 108 ]         | |
| Preserving and Protecting the Integrity of American Elections | Bewaren en beschermen van de integriteit van Amerikaanse verkiezingen | 25 maart 2025          | | [ 109 ]         | |
| Protecting America's Bank Account Against Fraud, Waste, and Abuse | Beschermen van de bankrekening van Amerika tegen fraude, verspilling en misbruik | 25 maart 2025          | | [ 110 ]         | |
| Addressing Risks From Wilmer Hale | Betreffende risico's van Wilmar Hale | 27 maart 2025          | | [ 111 ]         | Tegengehouden in de rechtbank |
| Exclusions from Federal Labor-Management Relations Programs | Uitsluitingen van de federale arbeid-management relatieprogramma's | 27 maart 2025          | | [ 112 ]         | |
| Making the District of Columbia Safe and Beautiful | Het District of Columbia veilig en prachtig maken | 27 maart 2025          | | [ 113 ]         | |
| Restoring Truth and Sanity to American History | Terugbrengen van waarheid en verstand naar de Amerikaanse geschiedenis | 27 maart 2025          | | [ 114 ]         | |
| Combating Unfair Practices in the Live Entertainment Market | Oneerlijke praktijken in de Live Entertainment markt tegengaan | 31 maart 2025          | | [ 115 ]         | |
| Establishing the United States Investment Accelerator | Starten van de Amerikaanse Investment Accelerator | 31 maart 2025          | | [ 116 ]         | |
| Further Amendment to Duties Addressing the Synthetic Opioid Supply Chain in the People's Republic of China as Applied to Low-Value Imports                           | Verdere veranderingen aan de douane voor de bestrijding van synthese opioïden aanvoerketen in China zoals deze toepassing heeft op importen van lage waarde                               | 2 april 2025           | | [ 117 ]         | |
| Regulating Imports with a Reciprocal Tariff to Rectify Trade Practices that Contribute to Large and Persistent Annual United States Goods Trade Deficits             | Reguleren van importen met een wederkerige tariff en het corrigeren van handelsgewoontes die bijdragen aan een grote en continue jaarlijks uitvoertekort voor de Verenigde staten         | 2 april 2025           | | [ 118 ]         | |
| Extending the TikTok Enforcement Delay | Verlengen van de uitstelling van het verbieden van TikTok | 4 april 2025           | | [ 119 ]         | |
| Amendment to Reciprocal Tariffs and Updated Duties as Applied to Low-Value Imports from the People's Republic of China                                               | Amendement voor de wederkerige tariffs en geupdate douanerechten zoals ingevoerd op importen van lage waarde uit China                                                                    | 8 april 2025           | | [ 120 ]         | |
| Protecting American Energy From State Overreach | Beschermen van Amerikaanse energie tegen staten die te veel naar zich toe trekken | 8 april 2025           | | [ 121 ]         | |
| Reinvigorating America's Beautiful Clean Coal Industry and Amending Executive Order 14241                                                                            | Herstellen van de prachtige schone kolenindustrie van Amerika en wijzigen van Immediate Measures to Increase American Mineral Production                                                  | 8 april 2025           | | [ 122 ]         | Immediate Measures to Increase American Mineral Production is een eerder presidentieel decreet                                     |
| Strengthening the Reliability and Security of the United States Electric Grid                                                                                        | Versterken van de betrouwbaarheid en veiligheid van het Amerikaanse elektriciteitsnet | 8 april 2025           | | [ 123 ]         | |
| Addressing Risks from Susman Godfrey | Betreffende risico's rondom Susman Godfrey | 9 april 2025           | | [ 124 ]         | Tegengehouden in de rechtbank |
| Maintaining Acceptable Water Pressure in Showerheads | Vasthouden van acceptabele waterdruk in douchekoppen. | 9 april 2025           | | [ 126 ]         | |
| Modernizing Defense Acquisitions and Spurring Innovation in the Defense Industrial Base                                                                              | Moderniseren van defensieve aankopen en aansporen van innovatie in de defensieve industriële basis                                                                                        | 9 april 2025           | | [ 127 ]         | |
| Modifying Reciprocal Tariff Rates to Reflect Trading Partner Retaliation and Alignment                                                                               | Wederkerige tariffs aanpassen om de reactie van en relatie met de handelspartner te reflecteren                                                                                           | 9 april 2025           | | [ 128 ]         | |
| Reducing Anti-Competitive Regulatory Barriers | Verminderen van anti-competitieve wettelijke barriëres | 9 april 2025           | | [ 129 ]         | |
| Reforming Foreign Defense Sales to Improve Speed and Accountability                                                                                                  | Hervormen van buitenlandse Defensie verkopen om de snelheid en verantwoordelijkheid te verbeteren                                                                                         | 9 april 2025           | | [ 130 ]         | |
| Restoring America's Maritime Dominance | Amerikaanse dominantie op zee herstellen | 9 april 2025           | | [ 131 ]         | |
| Zero-Based Regulatory Budgeting to Unleash American Energy | Op 0 gebaseerde regulatieve budgettering om Amerikaanse energie te ontketenen | 9 april 2025           | | [ 132 ]         | |
| Ensuring Commercial, Cost-Effective Solutions in Federal Contracts                                                                                                   | Verzekeren van commerciële, kosteffectieve oplossingen in federale contracten | 15 april 2025          | | [ 133 ]         | |
| Ensuring National Security and Economic Resilience Through Section 232 Actions on Processed Critical Minerals and Derivative Products                                | Verzekeren van nationale veiligheid en economische veerkracht door acties bij sectie 232 en het verwerken van kritieke mineralen en daarvan afgeleide producten                           | 15 april 2025          | | [ 134 ]         | |
| Lowering Drug Prices by Once Again Putting Americans First | Verlagen van medicijnprijzen door eens te meer Amerikanen voorop te stellen | 15 april 2025          | | [ 135 ]         | |
| Restoring Common Sense to Federal Office Space Management | Herstellen van gezond verstand in het federale bureau Space Management | 15 april 2025          | | [ 136 ]         | |
| Restoring Common Sense to Federal Procurement | Herstellen van gezond verstand bij federale inkoop | 15 april 2025          | | [ 137 ]         | |
| Restoring American Seafood Competitiveness | Herstellen van Amerikaanse competitiegevoel in zeevruchten | 17 april 2025          | | [ 138 ]         | |
| Advancing Artificial Intelligence Education for American Youth | Educatie in kunstmatige intelligentie voor de Amerikaanse jeugd bevorderen | 23 april 2025          | | [ 139 ]         | |
| Preparing Americans for High-Paying Skilled Trade Jobs of the Future                                                                                                 | Amerikanen voorbereiden voor de toekomstige, ruim betaalde banen in de handel die vaardigheden vereisen                                                                                   | 23 april 2025          | | [ 140 ]         | |
| Reforming Accreditation To Strengthen Higher Education | Hervormen van accreditatie om hogere educatie te versterken | 23 april 2025          | | [ 141 ]         | |
| Reinstating Commonsense School Discipline Policies | Opnieuw instellen van in school opgelegde disciplinebeleid gebaseerd op gezond verstand                                                                                                   | 23 april 2025          | | [ 142 ]         | |
| Restoring Equality of Opportunity and Meritocracy | Herstellen van gelijkheid van mogelijkheden en de meritocratie | 23 april 2025          | | [ 143 ]         | |
| Transparency Regarding Foreign Influence at American Universities | Transparantie voor wat betreft buitenlandse invloeden op Amerikaanse universiteiten | 23 april 2025          | | [ 144 ]         | |
| White House Initiative To Promote Excellence and Innovation at Historically Black Colleges and Universities                                                          | Initiatief vanuit het Witte Huis om uitmuntendheid en innovatie op historisch zwarte hogescholen en universiteiten te bevorderen                                                          | 23 april 2025          | | [ 145 ]         | |
| Strengthening Probationary Periods in the Federal Service | Versterken van proeftijd in federale dienst | 24 april 2025          | | [ 146 ]         | |
| Unleashing America's Offshore Critical Minerals and Resources | Amerikaanse offshore kritieke mineralen en bronnen openen | 24 april 2025          | | [ 147 ]         | |
| Enforcing Commonsense Rules of the Road for America's Truck Drivers                                                                                                  | Regels gebaseerd op gezond verstand met betrekking tot de verkeerswetgeving voor Amerikaanse vrachtwagenchauffeurs handhaven                                                              | 28 april 2025          | | [ 148 ]         | |
| Protecting American Communities from Criminal Aliens | Amerikaanse gemeenschappen tegen criminele buitenlanders beschermen | 28 april 2025          | | [ 149 ]         | |
| Strengthening and Unleashing America's Law Enforcement to Pursue Criminals and Protect Innocent Citizens                                                             | Versterken en ontketenen van Amerikaanse wetshandhaving zodat zij criminelen kunnen opsporen en onschuldige burgers kunnen beschermen                                                     | 28 april 2025          | | [ 150 ]         | |
| Addressing Certain Tariffs on Importing Articles | Betreffende bepaalde tariffs op import | 29 april 2025          | | [ 151 ]         | |